# Astragalus farctus
Astragalus farctus es una especie de planta del género Astragalus, de la familia de las leguminosas, orden Fabales.

## Distribución
Astragalus farctus se distribuye por Kazajistán y Uzbekistán.

## Taxonomía
Fue descrita científicamente por Bunge. Fue publicada en Beitr. Fl. Russl. : 52 (1852).